# Matelea steyermarkii
Matelea steyermarkii är en oleanderväxtart som beskrevs av R. E. Woodson. Matelea steyermarkii ingår i släktet Matelea och familjen oleanderväxter. Inga underarter finns listade i Catalogue of Life.